# Chlorissa chlorissodes
Chlorissa chlorissodes är en fjärilsart som beskrevs av Louis Beethoven Prout 1912. Chlorissa chlorissodes ingår i släktet Chlorissa och familjen mätare. Inga underarter finns listade i Catalogue of Life.